# GC Alcobaça
GC Alcobaça, właśc. Ginásio Clube de Alcobaça – portugalski klub piłkarski z siedzibą w Alcobaça.

## Historia
Klub został założony 1 czerwca 1946. W swojej historii występował przez jeden sezon w pierwszej lidze (w edycji 1982/1983), zajmując wówczas 16. miejsce, co skutkowało spadkiem. Rozegrał też 14 sezonów na poziomie drugiej ligi (w latach 1943–1944, 1944–1952, 1979–1982 oraz 1983–1986).

## Reprezentanci kraju grający w klubie
stan na listopad 2023
|  | - Wilson - Bacari Djaló - António Fonseca - Vítor Santos - Joaquim Teixeira |